# Phép vị tự

Hai hình học hình học tương tự liên quan đến sự biến đổi đồng đẳng đối với một trung tâm đồng đẳng S. Các góc ở các điểm tương ứng đều giống nhau và có cùng ý nghĩa; ví dụ, các góc ABC và A'B'C 'đều có cả chiều kim đồng hồ và cân bằng.

Trong toán học, phép vị tự là một sự chuyển đổi của một không gian afin được xác định bởi một điểm S được gọi là phép vị tự tâm S:
{\displaystyle M\mapsto S+\lambda {\overrightarrow {SM}},}
Nói các khác, nó cố định điểm S, và đưa điểm M đến vị trí 1 điểm N sao cho ON trùng với SM nhưng tỉ lệ với một số λ. Trong hình học Euclid, phép vị tự là hành động cố định 1 điểm và bảo toàn (với λ>0) hoặc là đảo ngược (với λ<0) hướng của các vector. Cùng với phép tịnh tiến, phép vị tự có tính chất là mọi đường trong ảnh của L đều là 1 đường song song với hình L.

## Phép vị tự khi S trùng với gốc tọa độ O
Nếu tâm vị tự S trùng với gốc O thì mọi phép vị tự với hệ số λ sẽ tương đương với:
{\displaystyle {\overrightarrow {OM}}\mapsto \lambda {\overrightarrow {OM}}.}
Hệ quả là nếu S trùng với O thì phép vị tự trở thành phép biến đổi tuyến tính bảo toàn tính thẳng hàng của các điểm và cả tính chất cộng và nhân vô hướng của vectơ.
Ảnh của điểm (x, y) qua phép vị tự tâm (a, b) với hệ số λ có tọa độ là (a + λ(x − a), b + λ(y − b)).